# الهجرة (يريم)

تعديل مصدري - تعديل

الهجرة هي إحدى قرى عزلة عبيدة بمديرية يريم التابعة لمحافظة إب، بلغ تعداد سكانها 500 نسمة حسب تعداد اليمن لعام 2004.